# Campeonato Africano de Atletismo de 2018 - 3000 m com obstáculos masculino
A prova dos 3000 metros com obstáculos masculino do Campeonato Africano de Atletismo de 2018 foi disputada no dia 3 de agosto, no Estádio Stephen Keshi,  em Asaba,  na Nigéria. 

## Recordes
Antes desta competição, os recordes mundiais e do campeonato nesta prova eram os seguintes:
|                       | Nome                | Nacionalidade | Tempo     | Local    | Data                  |
| --------------------- | ------------------- | ------------- | --------- | -------- | --------------------- |
| Recorde mundial       | Saif Saaeed Shaheen | Catar         | 7m 53s 63 | Bruxelas | 3 de setembro de 2004 |
| Recorde do campeonato | Paul Kipsiele Koech | Quênia        | 8m 11s 03 | Bambous  | 11 de agosto de 2006  |
| Recorde africano      | Brimin Kipruto      | Quênia        | 7m 53s 64 | Mônaco   | 22 de julho de 2011   |

## Medalhistas
| Ouro                    | Prata                     | Bronze            |
| Conseslus Kipruto (KEN) | Soufiane El Bakkali (MAR) | Getnet Wale (ETH) |

## Cronograma
Todos os horários são locais (UTC+1). 
| Data        | Hora  | Evento |
| ----------- | ----- | ------ |
| 3 de agosto | 18:20 | Final  |

## Resultado final
| Posição           | Atleta                 | Nacionalidade | Tempo   | Notas |
| ----------------- | ---------------------- | ------------- | ------- | ----- |
| Medalha de ouro   | Conseslus Kipruto      | Quênia        | 8:26.37 |       |
| Medalha de prata  | Soufiane El Bakkali    | Marrocos      | 8:28.01 |       |
| Medalha de bronze | Getnet Wale            | Etiópia       | 8:30.87 |       |
| 4                 | Amos Kirui             | Quênia        | 8:33.83 |       |
| 5                 | Yemane Haileselassie   | Eritreia      | 8:36.58 |       |
| 6                 | Hailemariyam Amare     | Etiópia       | 8:38.46 |       |
| 7                 | Jigsa Tolosa           | Etiópia       | 8:42.14 |       |
| 8                 | Mehari Tesfai          | Eritreia      | 8:44.12 |       |
| 8                 | Mohamed Tindouft       | Marrocos      | 8:44.12 |       |
| 10                | Hicham Sigueni         | Marrocos      | 8:47.02 |       |
| 11                | Mohamed Ismail Ibrahim | Djibuti       | 8:48.25 |       |
| 12                | Siboniso Soldaka       | África do Sul | 9:00.87 |       |
| 13                | Salem Attiaallah       | Egito         | DNS     |       |
| 13                | Kennedy Njiru          | Quênia        | DNS     |       |

Legenda
| Recorde mundial       | Recorde mundial (World record)               |                       | Recorde africano                      | Recorde africano (African) |                                           | Q | Classificado por posição (Qualified) |
| Recorde do campeonato | Recorde do campeonato (Championship record)  | Recorde da América    | Recorde da América (Americas)         | q                          | Classificado por melhor tempo (Qualified) |   |                                      |
| Melhor marca do ano   | Melhor marca do ano (World leading)          | Recorde asiático      | Recorde asiático (Asian)              | DNS                        | Não largou (Did not start)                |   |                                      |
| Recorde nacional      | Recorde nacional (National record)           | Recorde europeu       | Recorde europeu (European)            | DNF                        | Não terminou (Did not finish)             |   |                                      |
| Recorde pessoal       | Recorde pessoal do atleta (Personal best)    | Recorde da Oceania    | Recorde da Oceania (Oceania)          | DSQ / DQ                   | Desclassificado (Disqualified)            |   |                                      |
| Recorde da temporada  | Recorde da temporada do atleta (Season best) | Recorde sul-americano | Recorde sul-americano (South America) | NM                         | Sem marca (No mark)                       |   |                                      |